# Adenstedt
Adenstedt ist ein Ortsteil der Gemeinde Sibbesse im Landkreis Hildesheim, Niedersachsen, Deutschland.

## Geografie

### Geografische Lage
Adenstedt befindet sich zwischen den Sieben Bergen im Nordwesten, dem Hildesheimer Wald im Norden, dem Heber im Süd-Südosten und dem Sackwald im Südwesten. Vom Gemeindegebiet aus gelangt man über die L 469 durch den Sackwald über den „Adenstedter Berg“ in das westlich gelegene Alfeld.

### Ortsgliederung (Ortsteile)
- Adenstedt (Kernort)
- Grafelde
- Sellenstedt

## Geschichte
Adenstedt erhielt seinen Namen von einem Personennamen. Die Endung „stedt“ weist darauf hin, dass es sich um eine sehr alte Siedlung handelt, die sich früh zu einem Sitz eines Gogerichts, wo Vögte und Forstbeamte wohnten, entwickelte. Der Thiestein, der noch in der gleichnamigen Straße erhalten ist, erinnert an diesen früheren Gerichtsort. Die ältesten Schriften stammen aus den Lebensjahren des Bischofs Godehard von Hildesheim. Der Bischof hielt sich öfter gerne in Adenstedt auf, selbst kurz vor seinem Tode im Jahre 1038. Im 13. Jahrhundert wurde der Ort Adenstide und im 14. Jahrhundert Adenstede genannt. Die Edelherren von Meinersen waren hier begütert. Sie gaben 12 Hufen als Lehen um 1220 an Johannes von Vrankenberg.
Zu Beginn des 20. Jahrhunderts zählte Adenstedt 657 Einwohner.
Am 1. März 1974 wurden die Gemeinden Grafelde und Sellenstedt eingegliedert.
Adenstedt gehörte bis zum 31. Dezember 2004 zum Regierungsbezirk Hannover, der infolge einer Verwaltungsreform mit Ablauf dieses Datums aufgelöst wurde.
Am 1. November 2016 wurde die Samtgemeinde Sibbesse, der auch Adenstedt angehörte, in die Einheitsgemeinde Sibbesse umgewandelt.

## Politik

### Ortsrat
Der Ortsrat von Adenstedt setzt sich aus einer Ratsfrau und vier Ratsherren folgender Parteien zusammen:
- CDU: 3 Sitze
- SPD: 2 Sitze

(Stand: Kommunalwahl am 11. September 2016)

### Ortsbürgermeister
Der Ortsbürgermeister ist Ulrich Schünemann (CDU).

### Wappen
Der Gemeinde Adenstedt wurde das Kommunalwappen am 30. Juli 1938 durch den Oberpräsidenten der Provinz Hannover verliehen. Der Landrat aus Alfeld überreichte es am 15. Dezember desselben Jahres.
| Wappen von Adenstedt | Blasonierung: „Auf Blau ein silberner Steintisch (Thiestein) vor einem bis zum Ansatz der Zweige sichtbaren, mit Lindenblättern gekennzeichneten silbernen Wahrbaum.“ |
| Wappen von Adenstedt | Wappenbegründung: In Adenstedt versammelte sich seit Urzeittagen das Ding des Flenithigaues, das später in einem Freiending noch lange Zeit fortlebte. Der Thiestein, das Mal dieser Volksgerichtsstätte, ist inmitten des Dorfes als Zeuge längst vergangener Rechtssitten erhalten. Auf Grund dieser Tatsache und der reichen Überlieferungen des einstigen Gaudings ist dieses Wappen gestaltet und von der Gemeinde erkoren. |

## Kultur und Sehenswürdigkeiten
Bauwerke

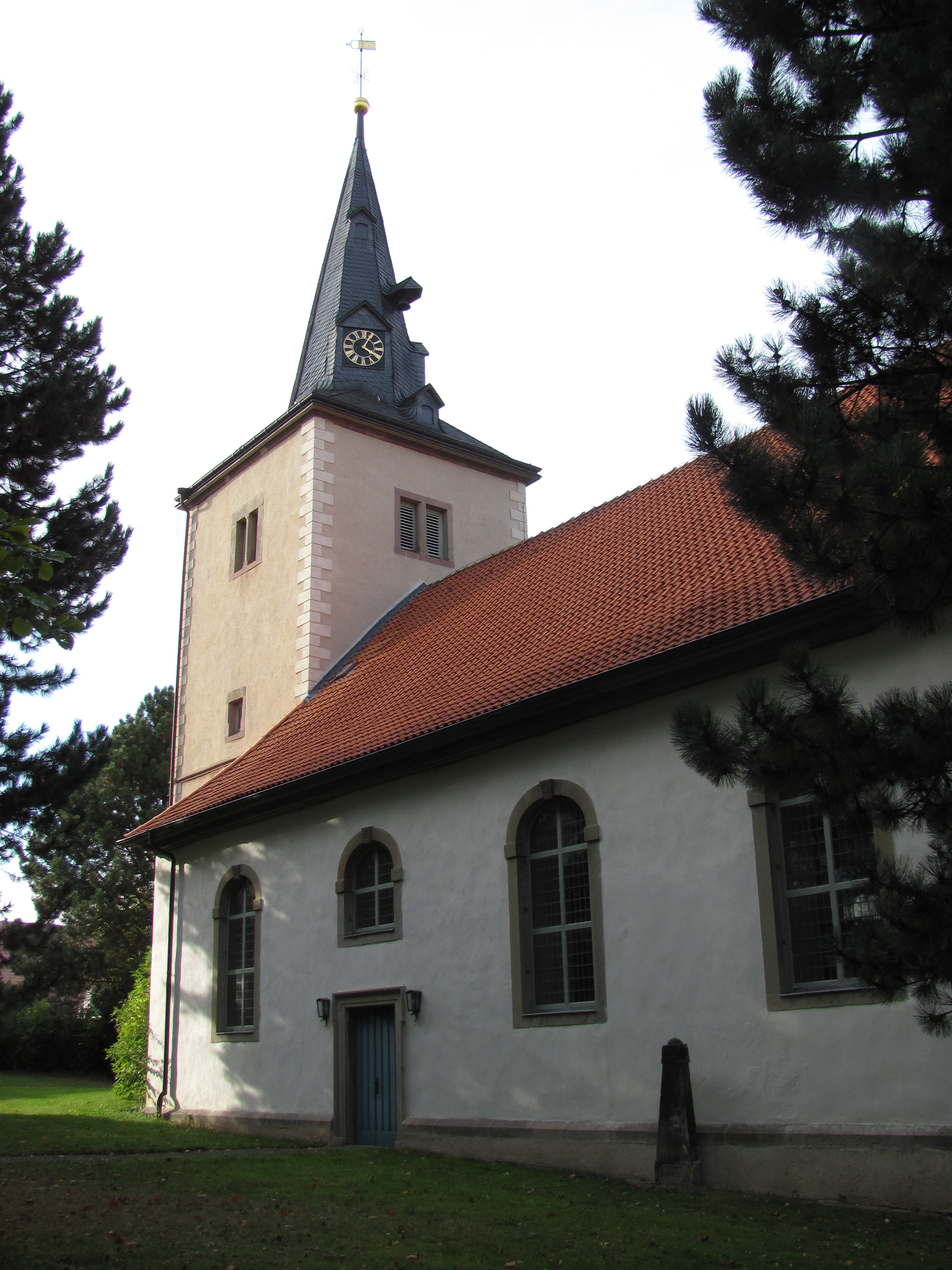
Die Kirche

- Die bereits 1022 urkundlich genannte, heutige evangelische Kirche in Adenstedt, wurde im 12. Jahrhundert als Sitz eines Archidiakonats erwähnt und 1736–1738 neu erbaut. Dieses Archidiakonat ging noch vor 1313 auf im Archidiakonat Alfeld. In ihrem Innern ist abgesehen von dem Kanzelaltar von 1736 bis 1738 auch das hölzerne Tonnengewölbe beachtenswert. Die im Jahre 1022 erwähnte Kirche wurde damals den Aposteln Petrus und Paul geweiht. Das Gotteshaus wurde von 1736 bis 1738 neu erbaut und im Inneren befindet sich ein Gedenkstein aus dem Jahre 1612.

## Persönlichkeiten
Söhne und Töchter des Ortes
- Ernst von Linsingen (1775–1853), General der Kavallerie des Königreichs Hannover
- August Kippenberg (1830–1889), Lehrer und Schulbegründer